# 飯島魁
飯島 魁（いいじま いさお、文久元年6月17日（1861年7月24日） - 大正10年（1921年）3月14日）は明治・大正期の動物学者、魚類学者。海綿の研究と、鳥・寄生虫に関する研究が多く、日本動物学の前進に大きな役割を果たした。
日本鳥学会を創設し、1912年から1921年まで初代会長に就任。また、豪快な性格で、長さ10mに達するミゾサナダムシの幼虫を自ら飲んで、ミゾサナダムシの感染経路を明らかにしたエピソードでも知られる。

## 経歴
- 1861年7月24日：浜松城下の藩士の家に生まれる。
- 東京開成学校を卒業
- 東京帝国大学理学部に入学。お雇い外国人教師であるモースおよびホイットマンらの指導を受ける。
- 卒業後はドイツに留学、ライプツィヒ大学でカール・ロイカルト（Rudolf Leuckart）に師事した。留学中、同大学に留学していた森鷗外と交遊をもつ。鷗外と同じ下宿で部屋が隣同士であった[2]。
- 1886年（明治19年）：帰国後、東京帝国大学理学部教授職を得る[3]
- 1903年（明治36年）：第5回内国勧業博覧会において、大阪府堺市に開館した堺水族館の設計、管理を担当
- 1904年（明治37年）：三崎臨海実験所所長
- 1906年（明治39年）9月14日 - 1921年(大正10年)3月14日：帝国学士院会員[4]
- 1912年（明治45年）5月3日：日本鳥学会を創設、初代会頭[5]
- 1921年3月14日：没。墓所は染井霊園。

## 家族
- 妻のつるは、元宇和島藩士で大阪府大参事、宇和島伊達家家令などを務めた西園寺公成の娘[6]。
- 長女の貞は、松本源一郎の妻[7]

## 栄典
- 1900年（明治33年）12月20日 - 勲四等瑞宝章[8]
- 1903年（明治36年）12月26日 - 勲三等瑞宝章[9]
- 1910年（明治43年）12月26日 - 勲二等瑞宝章[10]
- 1913年（大正2年）8月11日 – 従三位[11]
- 1915年（大正4年）11月10日 - 大礼記念章[12]
- 1920年（大正9年）12月25日 - 勲一等瑞宝章[13]

## 業績・研究
寄生虫類を研究し、その感染経路を明らかにする。また1918年（大正7年）に1000頁を超える「動物学提要」を著す。これは明治・大正期の動物学を総括したもので、長く必読の教科書とされ、日本における動物学の普及に貢献した。日本における水族館の発展にも貢献している。考古学にも興味を持っており、モースの大森貝塚の発掘に参加した。また、1879年（明治12年）、佐々木忠次郎とともに陸平貝塚を発掘調査をして、大森貝塚とは異なる縄文土器の存在を明らかにした。日本鳥学会を創設し、初代会長をつとめるなど、日本における近代的鳥類学の指導者でもあった。

## 献名された種
- Phylloscopus ijimae  (Stejneger, 1882) イイジマムシクイ
- Stereophaedusa (Mesophaedusa) ijimae (Ehrmann, 1900) イイジマギセル

## 論文
- 国立情報学研究所収録論文 - 国立情報学研究所
- 飯島魁 (1918), (波江元吉への弔辞), “弔詞”, 動物学雑誌 30 (357):  i-ii